# Несваткове
Несваткове — село в Україні, в Олександрівській селищній громаді Кропивницького району Кіровоградської області. Населення становить близько 600 осіб станом на 2024 рік. Колишній центр Несватківської сільської ради.
У листопаді 2015 року у Несватковому відкрито меморіальну дошку на честь Олексія Дуба (1979—2015) — учасник російсько-української війни, загинув під смт Луганське, що навчався в Несватківському НВК.

## Населення
Згідно з переписом УРСР 1989 року чисельність наявного населення села становила 597 осіб, з яких 245 чоловіків та 352 жінки.
За переписом населення України 2001 року в селі мешкало 805 осіб.

### Мова
Розподіл населення за рідною мовою за даними перепису 2001 року:
| Мова       | Відсоток |
| ---------- | -------- |
| Українська | 97,03 %  |
| Російська  | 2,11 %   |
| Білоруська | 0,87 %   |